# Il traditore
Il traditore (Nederlands: De verrader), ook bekend onder de Engelstalige titel The Traitor, is een Italiaans misdaaddrama uit 2019 onder regie van Marco Bellocchio. De film is gebaseerd op het leven van maffioso Tommaso Buscetta, die in de film vertolkt wordt Pierfrancesco Favino.

## Verhaal
Tommaso Buscetta is een Siciliaanse maffiabaas. In de jaren 1980, na een gewelddadige oorlog met Totò Riina en diens maffiafamilie, wordt hij door Brazilië uitgeleverd aan Italië en wordt hij de eerste prominente spijtoptant die de omertà (de geheimhoudingsplicht) van het misdaadmilieu doorbreekt.

## Rolverdeling
| Acteur                 | Personage                      |
| ---------------------- | ------------------------------ |
| Pierfrancesco Favino   | Tommaso Buscetta               |
| Fausto Russo Alesi     | Giovanni Falcone               |
| Luigi Lo Cascio        | Salvatore "Totuccio" Contorno  |
| Maria Fernanda Cândido | Cristina Buscetta              |
| Alessio Praticò        | Scarpuzzedda                   |
| Fabrizio Ferracane     | Pippo Calò                     |
| Jacopo Garfagnoli      | Giulio                         |
| Marco Gambino          | Procureur-generaal van Palermo |
| Gabriele Cicirello     | Benedetto Buscetta             |
| Federica Butera        | Silvana Buscetta               |
| Nicola Calì            | Salvatore "Totò" Riina         |
| Goffredo Maria Bruno   | Stefano Bontate                |
| Ludovico Caldarera     | Salvatore Cangemi              |
| Massimiliano Ubaldi    | Giovanni Brusca                |
| Filippo Parisi         | Gevangene                      |
| Nino Porzio            | Technico Regia di Studio RAI   |

## Productie
Omstreeks april 2016 begon Marco Bellocchio aan een script over maffioso en spijtoptant Tommaso Buscetta te schrijven. "Ik ben geïnteresseerd in het personage Tommaso Buscetta omdat hij een verrader is. 'De verrader' zou de titel van de film kunnen zijn, maar in werkelijkheid was het niet Tommaso Buscetta, maar Totò Riina en de Corleonesi die de 'heilige' principes van de Cosa Nostra verraadden," verklaarde de Italiaanse regisseur in mei 2016 op het filmfestival van Cannes. In een later interview voegde hij eraan toe dat het thema van verraad hem persoonlijk aansprak: "Ook ik heb verraad gepleegd: ten opzichte van mijn katholieke opvoeding, mijn afkomst..."
In april 2017 raakte bekend dat het script was afgerond en dat er plannen waren om in het najaar aan de productie te beginnen. De regisseur onthulde ook dat hij nog steeds geen hoofdrolspeler gevonden had: "Ik weet nog niet wie de spijtoptant zal spelen. Het is een moeilijke keuze die niet verkeerd mag uitdraaien." In de daaropvolgende maanden raakte bekend dat hij de zoektocht naar zijn hoofdrolspeler herleid had tot drie kandidaten: "Ik heb nood aan Marlon Brando zoals hij was in The Godfather (1972). (...) Iemand met een gezicht dat geleefd heeft, die in staat is om zowel een 50-jarige als een 70-jarige te spelen, die de legende uitstraalt. Hij moet Portugees, Engels, Italiaans en Siciliaans kunnen spreken. En hij moet een goed acteur zijn."
In april 2018 maakte acteur Pierfrancesco Favino op het Bari International Film Festival bekend dat hij de hoofdrol zou vertolken. In september 2018 raakte de casting van onder meer Luigi Lo Cascio, Fabrizio Ferracane en de Braziliaanse actrice Maria Fernanda Cândido bekend. De opnames gingen op 17 september 2018 van start en duurden tot 29 december 2018. Er werd gefilmd in onder meer Palermo (Sicilië), Latina, Rome en Rio de Janeiro (Brazilië).
De film ging op 23 mei 2019 in première op het filmfestival van Cannes.

## Trivia
- In 1999 werd Tommaso Buscetta vertolkt door F. Murray Abraham in de Amerikaanse tv-film Excellent Cadavers (ook bekend onder de titel Falcone).